# Vieraella
Vieraella là một chi ếch tuyệt chủng từ kỷ Jura của Argentina, và là loài ếch thực sự lâu đời nhất được biết đến.
Mặc dù sống khoảng 200 triệu năm trước, giải phẫu Vieraella rất giống với ếch hiện đại. Ví dụ, hai chân sau của nó đã được điều chỉnh cho việc nhảy, và hộp sọ có dạng giống lưới tìm thấy ở các loài hiện đại. Nó là, tuy nhiên, một con ếch nhỏ bất thường, chiều dài chỉ 3 cm (1.2 in). Mặc dù những sinh vật giống ếch xưa hơn được biết đến, chẳng hạn như Triadobatrachus, nhưng chúng sở hữu nhiều đặc điểm nguyên thủy, và không thể là con ếch "thực sự".